# News every.くまもと

『news every.くまもと』（ニュース・エブリィくまもと）は、熊本県民テレビにて、2024年（令和6年）4月1日から放送されている、熊本県内を対象にしたテレビのローカルワイドニュース番組。

## 概要
コンセプトは「答えは現場にある。」。

## 放送時間
- 平日 18:15 - 19:00（2024年4月1日 - ）

## 出演者

### 2024年8月現在

#### メインMC
| 期間      | 期間      | 男性     | 女性       | 女性       | 女性     |
| 期間      | 期間      | 男性     | 月 - 水    | 木         | 金       |
| --------- | --------- | -------- | ---------- | ---------- | -------- |
| 2024.4.1  | 2024.7.26 | 緒方太郎 | 畑中香保里 | 平井友莉   | 平井友莉 |
| 2024.7.29 | 現在      | 緒方太郎 | 畑中香保里 | 畑中香保里 | 永島由菜 |

#### スポーツ担当
- 倉本彩（KKTアナウンサー）
- 宮澤奎太（KKTアナウンサー）

#### 県警担当
- 永島由菜（KKTアナウンサー）

#### 天気担当
- 北島茂